# Suzuki VZ 800 Marauder
Suzuki VZ 800 Marauder je motocykl kategorie cruiser, vyvinutý firmou Suzuki, vyráběný v letech 1997–2001. Jeho nástupcem se v roce 2001 stal model Suzuki VL 800 Volusia, se kterým má stejný motor, rozvor i výšku sedla.

## Technické parametry
- Rám: dvojitý kolébkový ocelový
- Suchá hmotnost: 209 kg
- Pohotovostní hmotnost:
- Maximální rychlost: 170 km/h
- Spotřeba paliva: 5,2 l/100 km